# Bambusovci
Bambusovci (lat. Bambusoideae), potporodica trava. Postoji podjela na tri tribusa. 

## Opis
Bambusoideae su loza višegodišnjih šumskih trava (Poaceae) endemskih na svim kontinentima osim Europe i Antarktike. Bambusoideae obuhvaća 115 rodova i približno 1450 vrsta bambusa. Bambusoideae se dijele na dva morfološki različita habitusa: drvenasti i zeljasti bambus. Iako drvenasti bambusi pokazuju širok raspon morfološke raznolikosti, posjeduju više zajedničkih karakteristika. Sindrom drvenastog bambusa uključuje jako lignificirane stabljike, specijalizirane listove stabljike, složeno vegetativno grananje, vanjske ligule na listovima lišća, dvospolne cvjetove i skupnu monokarpiju. Ovi bambusi, od kojih neki mogu brzo narasti do 45 m visine, služe kao ekonomski važan izvor građevinskog materijala i drugih proizvoda za kulture u Srednjoj i Južnoj Americi, Aziji, Africi i Australiji. Njihov potencijal za brzo uspostavljanje u kombinaciji s njihovom ekstenzivnom vegetativnom reprodukcijom također čini bambus ekološki važnim jer mogu poslužiti kao vlastita šumska staništa i mogu utjecati na opstanak simpatričnih drvenastih vrsta. Drveni obrasci cvjetanja drvenastih bambusa i kasnije odumiranje matične biljke mogu imati ekološke učinke kao što je povećanje populacije štetočina tijekom plodonošenja Melocanna baccifera u regijama Indije i povećanje rasta mladica eudikota tijekom umiranja -od dominantnog šumskog bambusa Chusquea culeou. Ovaj obrazac cvjetanja je u korelaciji s produljenim generacijskim vremenima u ovoj skupini, što je zauzvrat u korelaciji kod bambusa i drugih trava s kraćim duljinama grana u filogenetskim analizama i manje riješenih čvorova između određenih blisko povezanih vrsta.
Zeljaste bambuse karakteriziraju kraći i slabije lignificirani izbojci, slabije vegetativno grananje, jednospolni cvjetovi i godišnji ili sezonski uzorci cvjetanja. Fenologija cvjetanja zeljastih bambusa povezana je s povećanjem stopa supstitucije uočenih u lokusima kloroplasta. Ovo ima najmanje dvije posljedice relevantne za filogenomiju bambusoidnog plastoma. Prvo, filogenetska rezolucija i podrška unutar ove skupine vjerojatno će se povećati zbog većeg broja informativnih mjesta. U isto vrijeme, duge grane se proizvode s potencijalom za artefakte privlačenja dugih grana između zeljastih bambusa i nebambusoidnih vanjskih skupina. Filogenomski rezultati mogu se realističnije interpretirati uzimajući u obzir ove učinke.
Molekularne studije su Bambusoideae smjestile u BEP (Bambusoideae, Ehrhartoideae, Pooideae) kladu Poaceae. Odnos sestrinske skupine između Bambusoideae i Pooideae snažno je podržan iako tek treba pronaći morfološke sinapomorfije koje ujedinjuju ove dvije podporodice. Bambusoideae se mogu podijeliti u tri dobro podržana monofiletska plemena: drvenaste Arundinarieae i Bambuseae te zeljaste ili travnate Olyreae.
Bambuseae su porijeklom iz tropskih područja i Starog i Novog svijeta. Ovo pleme sastoji se od dvije klade koje odgovaraju vrstama Starog i Novog svijeta. Filogenetske studije koje koriste plastidne markere općenito postavljaju Olyreae kao sestrinsku skupinu Bambuseae u stablima s dobrom potporom. Olyreae su isključivo rasprostranjene u Novom svijetu osim Buergersiochloa bambusoides, vrste endemične za Novu Gvineju, i Olyra latifolia, koja je široko rasprostranjena u Africi/Madagaskaru kao iu Novom svijetu. Međutim, raspravljalo se o afričkom podrijetlu populacije O. latifolia. Poput Bambuseae, Arundinarieae uključuju drvenaste bambuse pronađene i u Starom i u Novom svijetu, s uglavnom lavrazijskim uzorkom rasprostranjenosti, ali za razliku od većine Bambuseae oni su dobro prilagođeni umjerenim okruženjima.
Iako je parafilija drvenastog sindroma kod Bambusoideae dobro potkrijepljena analizama stabala koje koriste filogenetske markere kloroplasta naslijeđene s majke, to je predmet rasprave. Mrežne analize su otkrile da je filogenetski položaj Olyreae manje siguran nego što je ranije objavljeno. To je također zato što bi se sindrom drvenastog bambusa, da bude u skladu s filogenijom kloroplasta, ili razvio dva puta neovisno (po jednom u svakom od predaka Bambuseae i Arundinarieae) ili se pojavio jednom u zajedničkom pretku Bambusoideae, a potom je izgubljen u Olyreae. Hipoteza o jedinstvenom podrijetlu sindroma drvenastog bambusa, koju su nedavno poduprli Triplett et al., evolucijski je skromniji od ovih scenarija.
U posljednje tri godine, pune filogenomske analize plastoma korištene su za rješavanje evolucijskih problema u Bambusoideae. Te su analize različito primijenjene u Bambusoideae kako bi se razriješili međuporodični odnosi i istražili biogeografski obrasci. Potpuna analiza plastoma također može pružiti dovoljno informacija za rješavanje teških međuvrsnih odnosa. Ovo je problem koji je posebno relevantan za drvenaste bambuse, koji se općenito lako hibridiziraju i pokazuju vrlo dugo generacijsko vrijeme [19,20]. Dok studije poput Kelchnera et al. i Triplett & Clark upotrijebili su odabrane markere kloroplasta kako bi zaključili o majčino naslijeđenom evolucijskom signalu unutar Bambusoideae.

## Tribusi i rodovi
1. Tribus Arundinarieae Hack.
  1. Subtribus Hsuehochloinae D.Z.Li & Y.X.Zhang subtrib. nov.
    1. Hsuehochloa D.Z.Li & Y.X.Zhang (1 sp.)

  2. Subtribus Ampelocalaminae D.Z.Li & Y.X.Zhang subtrib. nov.
    1. Ampelocalamus S.L.Chen, T.H.Wen & G.Y.Sheng (14 spp.)
    2. Drepanostachyum Keng f. (13 spp.)
    3. Himalayacalamus Keng f. (9 spp.)

  3. Subtribus Gaoligongshaniinae D.Z.Li & Y.X. Zhang, subtrib. nov.
    1. Gaoligongshania D.Z.Li Hsueh & N.H.Xia (1 sp.)

  4. Subtribus Thamnocalaminae Keng f.
    1. Oldeania Stapleton (7 spp.)
    2. Kuruna Attigala, Kathr. & L. G. Clark (7 spp.)
    3. Chimonocalamus Hsueh & T. P. Yi (19 spp.)
    4. Tongpeia Stapleton (3 spp.)
    5. Fargesia Franch. (95 spp.)
    6. Thamnocalamus Munro (5 spp.)
    7. Sarocalamus Stapleton (6 spp.)
    8. Bergbambos Stapleton (1 sp.)
    9. Yushania Keng f. (94 spp.)

  5. Subtribus Arundinariinae Bentham
    1. Ravenochloa D. Z. Li & Y. X. Zhang (1 sp.)
    2. Indocalamus sensu auct. (31 spp.)
    3. Oligostachyum Z. P. Wang & G. H. Ye (18 spp.)
    4. Ferrocalamus Hsueh & Keng f. (2 spp.)
    5. Bashania Keng f. & Yi (4 spp.)
    6. Sasa Makino & Shibata (42 spp.)
    7. Indocalamus Nakai (1 sp.)
    8. Gelidocalamus T. H. Wen (14 spp.)
    9. Chimonobambusa Makino (40 spp.)
    10. Sasamorpha Nakai (5 spp.)
    11. Vietnamocalamus T. Q. Nguyen (1 sp.)
    12. xHibanobambusa Maruy. & H. Okamura (0 sp.)
    13. Semiarundinaria Makino ex Nakai (8 spp.)
    14. Shibataea Makino (7 spp.)
    15. Phyllostachys Siebold & Zucc. (63 spp.)
    16. Arundinaria Michx. (2 spp.)
    17. Sasaella Makino (11 spp.)
    18. Pleioblastus Nakai (26 spp.)
    19. Pseudosasa Makino ex Nakai (20 spp.)
    20. Sinosasa L. C. Chia ex N. H. Xia, Q. M. Qin & Y. H. Tong (7 spp.)
    21. Kengiochloa Y. H. Tong & N. H. Xia (1 sp.)
    22. Acidosasa C. D. Chu & C. S. Chao (11 spp.)
    23. Khoonmengia N. H. Xia, Y. H. Tong & X. R. Zheng (1 sp.)
    24. Sinobambusa Makino ex Nakai (13 spp.)
    25. Indosasa McClure (19 spp.)
2. Tribus Olyreae Kunth ex Spenn.
  1. Subtribus Buergersiochloinae (S. T. Blake) L. G. Clark & Judz.
    1. Buergersiochloa Pilg. (1 sp.)

  2. Subtribus Olyrinae Kromb.
    1. Agnesia Zuloaga & Judz. (7 spp.)
    2. Arberella Soderstr. & C. E. Calderón (11 spp.)
    3. Cryptochloa Swallen (9 spp.)
    4. Diandrolyra Stapf (3 spp.)
    5. Ekmanochloa Hitchc. (2 spp.)
    6. Froesiochloa G. A. Black (1 sp.)
    7. Lithachne P. Beauv. (4 spp.)
    8. Maclurolyra C. E. Calderón & Soderstr. (1 sp.)
    9. Mniochloa Chase (1 sp.)
    10. Olyra L. (15 spp.)
    11. Taquara I. L. C. Oliveira & R. P. Oliveira (2 spp.)
    12. Raddiella Swallen (12 spp.)
    13. Piresia Swallen (6 spp.)
    14. Reitzia Swallen (1 sp.)
    15. Raddia Bertol. (11 spp.)
    16. Brasilochloa R. P. Oliveira & L. G. Clark (1 sp.)
    17. Piresiella Judz., Zuloaga & Morrone (1 sp.)
    18. Rehia Fijten (1 sp.)
3. Tribus Parianinae Hack.
  1. Eremitis Döll (16 spp.)
  2. Pariana Aubl. (33 spp.)
  3. Parianella Hollowell, F. M. Ferreira & R. P. Oliveira (2 spp.)
4. Tribus Bambuseae Kunth ex Dumort.
  1. Subtribus Chusqueinae Soderstr. & R. P. Ellis
    1. Chusquea Kunth (192 spp.)

  2. Subtribus Guaduinae Soderstr. & Ellis
    1. Tibisia C. D. Tyrrell, Londoño & L. G. Clark (3 spp.)
    2. Otatea (McClure & Sm.) C. E. Calderón & Sodiro (13 spp.)
    3. Olmeca Soderstr. (5 spp.)
    4. Guadua Kunth (33 spp.)
    5. Eremocaulon Soderstr. & Londoño (5 spp.)
    6. Apoclada McClure (1 sp.)

  3. Subtribus Arthrostylidiinae Soderstr. & R. P. Ellis
    1. Glaziophyton Franch. (1 sp.)
    2. Cambajuva P. L. Viana, L. G. Clark & Filg. (1 sp.)
    3. Didymogonyx (L. G. Clark & Londoño) C. D. Tyrrell, L. G. Clark & Londoño (2 spp.)
    4. Elytrostachys McClure (2 spp.)
    5. Rhipidocladum McClure (21 spp.)
    6. Arthrostylidium Rupr. (29 spp.)
    7. Aulonemiella L. G. Clark, Londoño, C. D. Tyrrell & Judz. (2 spp.)
    8. Aulonemia Goudot (48 spp.)
    9. Colanthelia McClure & E. W. Sm. (11 spp.)
    10. Filgueirasia Guala (2 spp.)
    11. Alvimia C. E. Calderón ex Soderstr. & Londoño (3 spp.)
    12. Atractantha McClure (5 spp.)
    13. Actinocladum McClure ex Soderstr. (1 sp.)
    14. Athroostachys Benth. ex Benth. & Hook. fil. (2 spp.)
    15. Merostachys Spreng. (58 spp.)
    16. Myriocladus Swallen (13 spp.)

  4. Subtribus Melocanninae Benth.
    1. Melocanna Trin. in Spreng. (3 spp.)
    2. Cephalostachyum Munro (14 spp.)
    3. Pseudostachyum Munro (1 sp.)
    4. Davidsea Soderstr. & R. P. Ellis (1 sp.)
    5. Ochlandra Thwaites (13 spp.)
    6. Schizostachyum Nees (71 spp.)
    7. Stapletonia P. Singh, S. S. Dash & P. Kumari (3 spp.)
    8. Annamocalamus H. N. Nguyen, N. H. Xia & V. T. Tran (1 sp.)

  5. Subtribus Temburongiinae K. M. Wong
    1. Fimbribambusa Widjaja (4 spp.)
    2. Temburongia S. Dransf. & Wong (1 sp.)

  6. Subtribus Hickeliinae Camus
    1. Hickelia A. Camus (4 spp.)
    2. Nastus Juss. (12 spp.)
    3. Decaryochloa A. Camus (1 sp.)
    4. Sirochloa S. Dransf. (1 sp.)
    5. Cathariostachys S. Dransf. (2 spp.)
    6. Hitchcockella A. Camus (1 sp.)
    7. Perrierbambus A. Camus (2 spp.)
    8. Valiha S. Dransf. (2 spp.)
    9. Sokinochloa S. Dransf. (7 spp.)

  7. Subtribus Racemobambosinae Stapleton
    1. Chloothamnus Buse (11 spp.)
    2. Racemobambos Holttum (19 spp.)
    3. Widjajachloa K. M. Wong & S. Dransf. (1 sp.)

  8. Subtribus Mullerochloinae ined.
    1. Mullerochloa K. M. Wong (1 sp.)

  9. Subtribus Greslaniinae K. M. Wong & W. L. Goh
    1. Greslania Balansa (2 spp.)

  10. Subtribus Dinochloinae K. M. Wong & W. L. Goh
    1. Pinga Widjaja (1 sp.)
    2. Neololeba Widjaja (5 spp.)
    3. Parabambusa Widjaja (1 sp.)
    4. Dinochloa Buse (47 spp.)
    5. Cyrtochloa S. Dransf. (7 spp.)
    6. Sphaerobambos S. Dransf. (3 spp.)

  11. Subtribus Bambusinae J. Presl
    1. Kinabaluchloa K. M. Wong (2 spp.)
    2. Holttumochloa K. M. Wong (4 spp.)
    3. Nianhochloa H. N. Nguyen & V. T. Tran (1 sp.)
    4. Bonia Balansa (5 spp.)
    5. Laobambos Haev., Lamxay & D. Z. Li (1 sp.)
    6. Neomicrocalamus Keng fil. (3 spp.)
    7. Temochloa S. Dransf. (1 sp.)
    8. Soejatmia K. M. Wong (1 sp.)
    9. Pseudoxytenanthera Soderstr. & R. P. Ellis (5 spp.)
    10. Maclurochloa K. M. Wong (4 spp.)
    11. Melocalamus Benth. (17 spp.)
    12. Bambusa Schreb. (154 spp.)
    13. Dendrocalamus Nees (79 spp.)
    14. Gigantochloa Kurz (68 spp.)
    15. Phuphanochloa Sungkaew & Teerawat. (1 sp.)
    16. Oreobambos K. Schum. (1 sp.)
    17. Oxytenanthera Munro (1 sp.)
    18. Vietnamosasa T. Q. Nguyen (3 spp.)
    19. Thyrsostachys Gamble (2 spp.)
    20. Cochinchinochloa H. N. Nguyen & V. T. Tran (1 sp.)
    21. Yersinochloa H. N. Nguyen & V. T. Tran (1 sp.)
    22. Ruhooglandia S. Dransf. & K. M. Wong (1 sp.)